# HD205331
HD205331 — хімічно пекулярна зоря спектрального класу A0, що має видиму зоряну величину в смузі V приблизно  6,8.
Вона  розташована на відстані близько 647,1 світлових років від Сонця.

## Пекулярний хімічний склад
HD205331 належить до Хімічно пекулярних зір з пониженим вмістом гелію 
й в її  зоряній атмосфері спостерігається нестача He у порівнянні з його вмістом в атмосфері Сонця.